# Isoetes weberi
Isoetes weberi är en kärlväxtart som beskrevs av Wilhelm Franz Herter och Georg Heinrich Weber. Isoetes weberi ingår i släktet braxengräs, och familjen Isoetaceae. Inga underarter finns listade i Catalogue of Life.